# 霜鳥秋則
霜鳥 秋則（しもとり あきのり、1947年9月16日 - ）は、日本の文部官僚。文化庁文化部長や、長岡技術科学大学副学長等を経て、公立大学法人秋田公立美術大学理事長兼学長。

## 人物・経歴
北海道夕張市生まれ。1971年北海道大学法学部法律学科卒業、文部省入省。1980年島根県教育庁学事課長。1984年外務省在アメリカ合衆国日本国大使館一等書記官。1987年文部省初等中等教育局中学校課企画官、埼玉大学大学院政策科学研究科非常勤講師。1988年文部省学術国際局学術企画室長。1989年神田外語大学非常勤講師。1991年文部省初等中等教育局特殊教育課長。1993年文部省学術国際局研究助成課長。1996年文化庁文化部長。
1998年長岡技術科学大学副学長（教育担当）。2001年小山工業高等専門学校校長。2011年帝京平成大学教授。2015年から公立大学法人秋田公立美術大学理事長兼学長を務め、秋田公立美術工芸短期大学の4年制大学化や、大学院設置に向け尽力した。長岡技術科学大学名誉教授、小山工業高等専門学校名誉教授。新国立劇場運営財団常務理事、日本民謡協会理事、全国書美術振興会評議委員等も歴任した。
2023年11月、瑞宝中綬章を受章。

## 著作
- 『テキスト　教育制度・教育法規』ジ・アース教育新社 2011年
- 『理系の子に見る日米理科教育の比較』帝京平成大学児童学科研究論集第3号 2013年
- 『テキスト、教育制度・教育法規 [改訂版]』ジ・アース教育新社 2014年
- 『教職・教養のための日本国憲法入門』ジ・アース教育新社 2014年